# Алираджпур (княжество)
Княжество Алираджпур (хинди अलीराजपुर रियासत) — туземное княжество Британской Индии, административно подчинявшимся подразделению Агентства Бхопавар Центрального Индийского агентства. Княжество занимало площадь 2165 км², с населением 50 185 человек в 1901 году и столицей в Алираджпуре. Средний доход государства в 1901 году составлял 100 000 рупий.

## История
Ранняя история государства не очень ясна, основателем государства был либо Ананд Део, либо Удэ Део. Княжество получило свое название от крепости Али и столицы Раджпура. Правители Алираджпура утверждают, что они являются членами раджпурской династии Ратхор из царской семьи Джодхпура, однако это утверждение не принимается махараджами Джодхпура. Государство перешло под британское правление в 1818 году. Последним правителем Али-Раджпура был Сурендра Сингх, который впоследствии служил послом Индии в Испании в 1980-х годах. После обретения Индией независимости в 1947 году Алираджпур присоединился к Индийскому Союзу, и княжество было включено в новый штат Мадхья-Бхарат, который впоследствии стал штатом Мадхья-Прадеш 1 ноября 1956 года.
Государственный флаг состоял из 12 красных и белых горизонтальных полос. У раджи Алираджпура был личный флаг с пятью полосами разных цветов.　

## Правители княжества
Правителями государства были индуистские раджпуты из династии Ратхор, и с 1911 года носившие титул — «Раджа». Они имели право на 11-пушечный салют.

### Раны
- 1437—1440 Ананд Део (? — 1440)
- 1440 — …. Пратап Део
- …. — …. Шанчал Део
- …. — …. Гугал Део
- …. — …. Баччхарадж Део
- …. — …. Дип Deo
- …. — …. Пахад Део I
- …. — …. Удай Део
- … — 1765: Пахад Део II (? — 1765)
- 1765—1818: Пратап Сингх I (? — 1818)
- 1818: Мусафир Мекран
- 1818 — 17 марта 1862: Джашвант Сингх (узурпатор) (1818—1862)
  - 1818—1839: Мусафир Мекран, управляющий
- 1862—1869: Ган Део (1845—1871)
- 1869 — 29 октября 1881: Руп Део (1847—1881)
  - 1869—1873: Мухаммад Наджаф Хан, суперинтендант
- 1881 — 16 августа 1890 Биджай Сингх (1881—1890)
- 16 августа 1890 — 14 февраля 1891: междуцарствие
- 14 февраля 1891—1911: Пратап Сингх II (1881—1950)

### Раджи
- 1911—1941: Пратап Сингх II (1881—1950), с 3 июня 1933 года — сэр Пратап Сингх. Носил титул махараджи с 1941 года
- 1941 — 23 октября 1941: Фатех Сингх (1904—1941)
- 23 октября 1941 — 15 августа 1947: Сурендра Сингх (1923—1996)
  - 23 октября 1941 — 15 августа 1947: сэр Пратап Сингх (1881—1950), регент княжества.